# Hàmster de Radde
L'hàmster de Radde (Mesocricetus raddei) és una espècie de rosegador de la família dels cricètids. Viu a Geòrgia i Rússia. A la primavera i a principis d'estiu s'alimenta de les parts verdes de les herbes, però a la tardor canvia a llavors i arrels. El seu hàbitat natural són les estepes de cereals o herbes. És una espècie en risc mínim, és a dir, no sembla que hi hagi cap amenaça significativa per a la seva supervivència.
Fou anomenat en honor del naturalista i explorador alemany Gustav Radde.